# Arbol genealógico de los Valois
El árbol genealógico que sigue a continuación reconstruye el linaje de los Valois, los trece reyes que gobernaron en Francia desde Felipe VI de Francia (r. 1328-1350) hasta Enrique III de Francia (r. 1574-1589). No pretende en modo alguno ser exhaustivo sino que quiere destacar las relaciones familiares y sucesiones dinásticas en Francia de los siglos XII al XVI. 

### Aclaraciones
En el siguiente árbol genealógico se usa la siguiente anotación:
- , símbolo gráfico para señalar a un rey; la imagen de la corona es genérica, y no corresponde a las propias de las distintas coronas.

| Rey de Francia (Valois) | Rey de Francia (Borbón) | Rey/reina de Escocia | Rey/reina de España | Papa |
- , recuadros sombreados verdosos que destacan a los reyes de Francia, cambiando los tonos según las diferentes ramas.
- En una línea por debajo de los reyes (en negrilla y versalita) aparecen entre paréntesis varias fechas que indican: año nacimiento-años reinado (en negrilla)-año de fallecimiento; p.e.:, «(?-925-926-932)», hace refenecia a una persona nacida en fecha desconocida, que entre 925-926 fue gobernante y que falleció en 932).
- ——  Las líneas sólidas señalan los legítimos descendientes;
- - - - - Las líneas de rayas señala un matrimonio;
- ······  Las líneas de puntos señalan una relación no legitimada y descendientes ilegítimos.

## Árbol de los Valois
|                                           |                                           |                                           |                                           | Dinastía de los Capetos directos          |                                           |                                        |                                        |                                            |                                            |                                            |                                            |                                            |                                            |                                    |                                    |                                           |                                           |                                           |                                           |                                             |                                             |                                             |                                             |                                             |                                             |                                 |                                 |                                 |                                 |                              |                              |                                |                                |                                |                                |                                  |                                  |                                  |                                  |                                  |                                  |                               |                               |                               |                               |                               |                               |                              |                              |                              |                              |                                   |                                   |                                   |                                   |                                   |                                   |                                       |                                       |                                       |                                       |                                       |                                       |                                                  |                                                  |                                                  |                                                  |                                                  |                                                  |                                              |                                              |                                              |                                              |                                      |                                      |                                      |                                      |                                      |                                      |                                  |                                  |                                  |                                  |                                  |                                  |                                 |                                 |                                 |                                 |                                  |                                  |                                  |                                  |                                  |                                  |                                  |                                  |
|                                           |                                           |                                           |                                           | Felipe III le Hardi (1245-1270-1285)      | Felipe III le Hardi (1245-1270-1285)      | Felipe III le Hardi (1245-1270-1285)   | Felipe III le Hardi (1245-1270-1285)   | Felipe III le Hardi (1245-1270-1285)       | Felipe III le Hardi (1245-1270-1285)       |                                            |                                            | Isabel de Aragón (1247-1271)               | Isabel de Aragón (1247-1271)               | Isabel de Aragón (1247-1271)       | Isabel de Aragón (1247-1271)       | Isabel de Aragón (1247-1271)              | Isabel de Aragón (1247-1271)              |                                           |                                           |                                             |                                             |                                             |                                             |                                             |                                             |                                 |                                 |                                 |                                 |                              |                              |                                |                                |                                |                                |                                  |                                  |                                  |                                  |                                  |                                  |                               |                               |                               |                               |                               |                               |                              |                              |                              |                              |                                   |                                   |                                   |                                   |                                   |                                   |                                       |                                       |                                       |                                       |                                       |                                       |                                                  |                                                  |                                                  |                                                  |                                                  |                                                  |                                              |                                              |                                              |                                              |                                      |                                      |                                      |                                      |                                      |                                      |                                  |                                  |                                  |                                  |                                  |                                  |                                 |                                 |                                 |                                 |                                  |                                  |                                  |                                  |                                  |                                  |                                  |                                  |
|                                           |                                           |                                           |                                           | Felipe III le Hardi (1245-1270-1285)      | Felipe III le Hardi (1245-1270-1285)      | Felipe III le Hardi (1245-1270-1285)   | Felipe III le Hardi (1245-1270-1285)   | Felipe III le Hardi (1245-1270-1285)       | Felipe III le Hardi (1245-1270-1285)       |                                            |                                            | Isabel de Aragón (1247-1271)               | Isabel de Aragón (1247-1271)               | Isabel de Aragón (1247-1271)       | Isabel de Aragón (1247-1271)       | Isabel de Aragón (1247-1271)              | Isabel de Aragón (1247-1271)              |                                           |                                           |                                             |                                             |                                             |                                             |                                             |                                             |                                 |                                 |                                 |                                 |                              |                              |                                |                                |                                |                                |                                  |                                  |                                  |                                  |                                  |                                  |                               |                               |                               |                               |                               |                               |                              |                              |                              |                              |                                   |                                   |                                   |                                   |                                   |                                   |                                       |                                       |                                       |                                       |                                       |                                       |                                                  |                                                  |                                                  |                                                  |                                                  |                                                  |                                              |                                              |                                              |                                              |                                      |                                      |                                      |                                      |                                      |                                      |                                  |                                  |                                  |                                  |                                  |                                  |                                 |                                 |                                 |                                 |                                  |                                  |                                  |                                  |                                  |                                  |                                  |                                  |
|                                           |                                           |                                           |                                           |                                           |                                           |                                        |                                        |                                            |                                            |                                            |                                            |                                            |                                            |                                    |                                    |                                           |                                           |                                           |                                           |                                             |                                             |                                             |                                             |                                             |                                             |                                 |                                 |                                 |                                 |                              |                              | Casa de Borbón                 |                                |                                |                                |                                  |                                  |                                  |                                  |                                  |                                  |                               |                               |                               |                               |                               |                               |                              |                              |                              |                              |                                   |                                   |                                   |                                   |                                   |                                   |                                       |                                       |                                       |                                       |                                       |                                       |                                                  |                                                  |                                                  |                                                  |                                                  |                                                  |                                              |                                              |                                              |                                              |                                      |                                      |                                      |                                      |                                      |                                      |                                  |                                  |                                  |                                  |                                  |                                  |                                 |                                 |                                 |                                 |                                  |                                  |                                  |                                  |                                  |                                  |                                  |                                  |
| Margarita de Anjou (c.1273-1299)          | Margarita de Anjou (c.1273-1299)          | Margarita de Anjou (c.1273-1299)          | Margarita de Anjou (c.1273-1299)          | Margarita de Anjou (c.1273-1299)          | Margarita de Anjou (c.1273-1299)          |                                        |                                        | Carlos de Valois (1270-1325)               | Carlos de Valois (1270-1325)               | Carlos de Valois (1270-1325)               | Carlos de Valois (1270-1325)               | Carlos de Valois (1270-1325)               | Carlos de Valois (1270-1325)               |                                    |                                    | Mahaut de Châtillon-Saint Pol (1293-1358) | Mahaut de Châtillon-Saint Pol (1293-1358) | Mahaut de Châtillon-Saint Pol (1293-1358) | Mahaut de Châtillon-Saint Pol (1293-1358) | Mahaut de Châtillon-Saint Pol (1293-1358)   | Mahaut de Châtillon-Saint Pol (1293-1358)   |                                             |                                             |                                             |                                             |                                 |                                 |                                 |                                 |                              |                              | Luis I de Borbón (1279-1342)   | Luis I de Borbón (1279-1342)   | Luis I de Borbón (1279-1342)   | Luis I de Borbón (1279-1342)   | Luis I de Borbón (1279-1342)     | Luis I de Borbón (1279-1342)     |                                  |                                  | Maria de Hainaut (1280-1354)     | Maria de Hainaut (1280-1354)     | Maria de Hainaut (1280-1354)  | Maria de Hainaut (1280-1354)  | Maria de Hainaut (1280-1354)  | Maria de Hainaut (1280-1354)  |                               |                               |                              |                              |                              |                              |                                   |                                   |                                   |                                   |                                   |                                   |                                       |                                       |                                       |                                       |                                       |                                       |                                                  |                                                  |                                                  |                                                  |                                                  |                                                  |                                              |                                              |                                              |                                              |                                      |                                      |                                      |                                      |                                      |                                      |                                  |                                  |                                  |                                  |                                  |                                  |                                 |                                 |                                 |                                 |                                  |                                  |                                  |                                  |                                  |                                  |                                  |                                  |
| Margarita de Anjou (c.1273-1299)          | Margarita de Anjou (c.1273-1299)          | Margarita de Anjou (c.1273-1299)          | Margarita de Anjou (c.1273-1299)          | Margarita de Anjou (c.1273-1299)          | Margarita de Anjou (c.1273-1299)          |                                        |                                        | Carlos de Valois (1270-1325)               | Carlos de Valois (1270-1325)               | Carlos de Valois (1270-1325)               | Carlos de Valois (1270-1325)               | Carlos de Valois (1270-1325)               | Carlos de Valois (1270-1325)               |                                    |                                    | Mahaut de Châtillon-Saint Pol (1293-1358) | Mahaut de Châtillon-Saint Pol (1293-1358) | Mahaut de Châtillon-Saint Pol (1293-1358) | Mahaut de Châtillon-Saint Pol (1293-1358) | Mahaut de Châtillon-Saint Pol (1293-1358)   | Mahaut de Châtillon-Saint Pol (1293-1358)   |                                             |                                             |                                             |                                             |                                 |                                 |                                 |                                 |                              |                              | Luis I de Borbón (1279-1342)   | Luis I de Borbón (1279-1342)   | Luis I de Borbón (1279-1342)   | Luis I de Borbón (1279-1342)   | Luis I de Borbón (1279-1342)     | Luis I de Borbón (1279-1342)     |                                  |                                  | Maria de Hainaut (1280-1354)     | Maria de Hainaut (1280-1354)     | Maria de Hainaut (1280-1354)  | Maria de Hainaut (1280-1354)  | Maria de Hainaut (1280-1354)  | Maria de Hainaut (1280-1354)  |                               |                               |                              |                              |                              |                              |                                   |                                   |                                   |                                   |                                   |                                   |                                       |                                       |                                       |                                       |                                       |                                       |                                                  |                                                  |                                                  |                                                  |                                                  |                                                  |                                              |                                              |                                              |                                              |                                      |                                      |                                      |                                      |                                      |                                      |                                  |                                  |                                  |                                  |                                  |                                  |                                 |                                 |                                 |                                 |                                  |                                  |                                  |                                  |                                  |                                  |                                  |                                  |
|                                           |                                           |                                           |                                           |                                           |                                           |                                        |                                        |                                            |                                            |                                            |                                            |                                            |                                            |                                    |                                    |                                           |                                           |                                           |                                           |                                             |                                             |                                             |                                             |                                             |                                             |                                 |                                 |                                 |                                 |                              |                              |                                |                                |                                |                                |                                  |                                  |                                  |                                  |                                  |                                  |                               |                               |                               |                               |                               |                               |                              |                              |                              |                              |                                   |                                   |                                   |                                   |                                   |                                   |                                       |                                       |                                       |                                       |                                       |                                       |                                                  |                                                  |                                                  |                                                  |                                                  |                                                  |                                              |                                              |                                              |                                              |                                      |                                      |                                      |                                      |                                      |                                      |                                  |                                  |                                  |                                  |                                  |                                  |                                 |                                 |                                 |                                 |                                  |                                  |                                  |                                  |                                  |                                  |                                  |                                  |
|                                           |                                           |                                           |                                           |                                           |                                           |                                        |                                        |                                            |                                            |                                            |                                            |                                            |                                            |                                    |                                    |                                           |                                           |                                           |                                           |                                             |                                             |                                             |                                             |                                             |                                             |                                 |                                 |                                 |                                 |                              |                              |                                |                                |                                |                                |                                  |                                  |                                  |                                  |                                  |                                  |                               |                               |                               |                               |                               |                               |                              |                              |                              |                              |                                   |                                   |                                   |                                   |                                   |                                   |                                       |                                       |                                       |                                       |                                       |                                       |                                                  |                                                  |                                                  |                                                  |                                                  |                                                  |                                              |                                              |                                              |                                              |                                      |                                      |                                      |                                      |                                      |                                      |                                  |                                  |                                  |                                  |                                  |                                  |                                 |                                 |                                 |                                 |                                  |                                  |                                  |                                  |                                  |                                  |                                  |                                  |
| Felipe VI de Valois (1293-1328-1350)      | Felipe VI de Valois (1293-1328-1350)      | Felipe VI de Valois (1293-1328-1350)      | Felipe VI de Valois (1293-1328-1350)      | Felipe VI de Valois (1293-1328-1350)      | Felipe VI de Valois (1293-1328-1350)      |                                        |                                        | Juana de Borgoña (1293-1349) (c.1293-1349) | Juana de Borgoña (1293-1349) (c.1293-1349) | Juana de Borgoña (1293-1349) (c.1293-1349) | Juana de Borgoña (1293-1349) (c.1293-1349) | Juana de Borgoña (1293-1349) (c.1293-1349) | Juana de Borgoña (1293-1349) (c.1293-1349) |                                    |                                    |                                           |                                           |                                           |                                           |                                             |                                             |                                             |                                             |                                             |                                             |                                 |                                 |                                 |                                 |                              |                              |                                |                                |                                |                                |                                  |                                  |                                  |                                  |                                  |                                  |                               |                               |                               |                               |                               |                               |                              |                              |                              |                              |                                   |                                   |                                   |                                   |                                   |                                   |                                       |                                       |                                       |                                       |                                       |                                       |                                                  |                                                  |                                                  |                                                  |                                                  |                                                  |                                              |                                              |                                              |                                              |                                      |                                      |                                      |                                      |                                      |                                      | {{{! }}}                         | {{{! }}}                         | {{{! }}}                         | {{{! }}}                         | {{{! }}}                         | {{{! }}}                         |                                 |                                 |                                 |                                 |                                  |                                  |                                  |                                  |                                  |                                  |                                  |                                  |
| Felipe VI de Valois (1293-1328-1350)      | Felipe VI de Valois (1293-1328-1350)      | Felipe VI de Valois (1293-1328-1350)      | Felipe VI de Valois (1293-1328-1350)      | Felipe VI de Valois (1293-1328-1350)      | Felipe VI de Valois (1293-1328-1350)      |                                        |                                        | Juana de Borgoña (1293-1349) (c.1293-1349) | Juana de Borgoña (1293-1349) (c.1293-1349) | Juana de Borgoña (1293-1349) (c.1293-1349) | Juana de Borgoña (1293-1349) (c.1293-1349) | Juana de Borgoña (1293-1349) (c.1293-1349) | Juana de Borgoña (1293-1349) (c.1293-1349) |                                    |                                    |                                           |                                           |                                           |                                           |                                             |                                             |                                             |                                             |                                             |                                             |                                 |                                 |                                 |                                 |                              |                              |                                |                                |                                |                                |                                  |                                  |                                  |                                  |                                  |                                  |                               |                               |                               |                               |                               |                               |                              |                              |                              |                              |                                   |                                   |                                   |                                   |                                   |                                   |                                       |                                       |                                       |                                       |                                       |                                       |                                                  |                                                  |                                                  |                                                  |                                                  |                                                  |                                              |                                              |                                              |                                              |                                      |                                      |                                      |                                      |                                      |                                      | {{{! }}}                         | {{{! }}}                         | {{{! }}}                         | {{{! }}}                         | {{{! }}}                         | {{{! }}}                         |                                 |                                 |                                 |                                 |                                  |                                  |                                  |                                  |                                  |                                  |                                  |                                  |
|                                           |                                           |                                           |                                           |                                           |                                           |                                        |                                        |                                            |                                            |                                            |                                            |                                            |                                            |                                    |                                    |                                           |                                           |                                           |                                           |                                             |                                             |                                             |                                             |                                             |                                             |                                 |                                 |                                 |                                 |                              |                              |                                |                                |                                |                                |                                  |                                  |                                  |                                  |                                  |                                  |                               |                               |                               |                               |                               |                               |                              |                              |                              |                              |                                   |                                   |                                   |                                   |                                   |                                   |                                       |                                       |                                       |                                       |                                       |                                       |                                                  |                                                  |                                                  |                                                  |                                                  |                                                  |                                              |                                              |                                              |                                              |                                      |                                      |                                      |                                      |                                      |                                      |                                  |                                  |                                  |                                  |                                  |                                  |                                 |                                 |                                 |                                 |                                  |                                  |                                  |                                  |                                  |                                  |                                  |                                  |
|                                           |                                           |                                           |                                           |                                           |                                           |                                        |                                        |                                            |                                            |                                            |                                            |                                            |                                            |                                    |                                    |                                           |                                           |                                           |                                           |                                             |                                             |                                             |                                             |                                             |                                             |                                 |                                 |                                 |                                 |                              |                              |                                |                                |                                |                                |                                  |                                  |                                  |                                  |                                  |                                  |                               |                               |                               |                               |                               |                               |                              |                              |                              |                              |                                   |                                   |                                   |                                   |                                   |                                   |                                       |                                       |                                       |                                       |                                       |                                       |                                                  |                                                  |                                                  |                                                  |                                                  |                                                  |                                              |                                              |                                              |                                              |                                      |                                      |                                      |                                      |                                      |                                      |                                  |                                  |                                  |                                  |                                  |                                  |                                 |                                 |                                 |                                 |                                  |                                  |                                  |                                  |                                  |                                  |                                  |                                  |
| Juan II le Bon (1319-1350-1364)           | Juan II le Bon (1319-1350-1364)           | Juan II le Bon (1319-1350-1364)           | Juan II le Bon (1319-1350-1364)           | Juan II le Bon (1319-1350-1364)           | Juan II le Bon (1319-1350-1364)           |                                        |                                        | Bona de Luxemburgo (1315-1349)             | Bona de Luxemburgo (1315-1349)             | Bona de Luxemburgo (1315-1349)             | Bona de Luxemburgo (1315-1349)             | Bona de Luxemburgo (1315-1349)             | Bona de Luxemburgo (1315-1349)             |                                    |                                    | Isabel de Valois (1313-1383)              | Isabel de Valois (1313-1383)              | Isabel de Valois (1313-1383)              | Isabel de Valois (1313-1383)              | Isabel de Valois (1313-1383)                | Isabel de Valois (1313-1383)                |                                             |                                             | Pedro I de Borbón (1311-1356)               | Pedro I de Borbón (1311-1356)               | Pedro I de Borbón (1311-1356)   | Pedro I de Borbón (1311-1356)   | Pedro I de Borbón (1311-1356)   | Pedro I de Borbón (1311-1356)   |                              |                              |                                |                                |                                |                                |                                  |                                  |                                  |                                  |                                  |                                  |                               |                               |                               |                               |                               |                               | Clemente VI (1291-1352)      | Clemente VI (1291-1352)      | Clemente VI (1291-1352)      | Clemente VI (1291-1352)      | Clemente VI (1291-1352)           | Clemente VI (1291-1352)           |                                   |                                   | Guillaume II Roger (1290-1380)    | Guillaume II Roger (1290-1380)    | Guillaume II Roger (1290-1380)        | Guillaume II Roger (1290-1380)        | Guillaume II Roger (1290-1380)        | Guillaume II Roger (1290-1380)        |                                       |                                       | Marie de Chambon (nc-nc)                         | Marie de Chambon (nc-nc)                         | Marie de Chambon (nc-nc)                         | Marie de Chambon (nc-nc)                         | Marie de Chambon (nc-nc)                         | Marie de Chambon (nc-nc)                         |                                              |                                              |                                              |                                              |                                      |                                      |                                      |                                      |                                      |                                      | Jaime I de La Marche (1319-1361) | Jaime I de La Marche (1319-1361) | Jaime I de La Marche (1319-1361) | Jaime I de La Marche (1319-1361) | Jaime I de La Marche (1319-1361) | Jaime I de La Marche (1319-1361) |                                 |                                 | Jeanne de Châtillon (1320-1371) | Jeanne de Châtillon (1320-1371) | Jeanne de Châtillon (1320-1371)  | Jeanne de Châtillon (1320-1371)  | Jeanne de Châtillon (1320-1371)  | Jeanne de Châtillon (1320-1371)  |                                  |                                  |                                  |                                  |
| Juan II le Bon (1319-1350-1364)           | Juan II le Bon (1319-1350-1364)           | Juan II le Bon (1319-1350-1364)           | Juan II le Bon (1319-1350-1364)           | Juan II le Bon (1319-1350-1364)           | Juan II le Bon (1319-1350-1364)           |                                        |                                        | Bona de Luxemburgo (1315-1349)             | Bona de Luxemburgo (1315-1349)             | Bona de Luxemburgo (1315-1349)             | Bona de Luxemburgo (1315-1349)             | Bona de Luxemburgo (1315-1349)             | Bona de Luxemburgo (1315-1349)             |                                    |                                    | Isabel de Valois (1313-1383)              | Isabel de Valois (1313-1383)              | Isabel de Valois (1313-1383)              | Isabel de Valois (1313-1383)              | Isabel de Valois (1313-1383)                | Isabel de Valois (1313-1383)                |                                             |                                             | Pedro I de Borbón (1311-1356)               | Pedro I de Borbón (1311-1356)               | Pedro I de Borbón (1311-1356)   | Pedro I de Borbón (1311-1356)   | Pedro I de Borbón (1311-1356)   | Pedro I de Borbón (1311-1356)   |                              |                              |                                |                                |                                |                                |                                  |                                  |                                  |                                  |                                  |                                  |                               |                               |                               |                               |                               |                               | Clemente VI (1291-1352)      | Clemente VI (1291-1352)      | Clemente VI (1291-1352)      | Clemente VI (1291-1352)      | Clemente VI (1291-1352)           | Clemente VI (1291-1352)           |                                   |                                   | Guillaume II Roger (1290-1380)    | Guillaume II Roger (1290-1380)    | Guillaume II Roger (1290-1380)        | Guillaume II Roger (1290-1380)        | Guillaume II Roger (1290-1380)        | Guillaume II Roger (1290-1380)        |                                       |                                       | Marie de Chambon (nc-nc)                         | Marie de Chambon (nc-nc)                         | Marie de Chambon (nc-nc)                         | Marie de Chambon (nc-nc)                         | Marie de Chambon (nc-nc)                         | Marie de Chambon (nc-nc)                         |                                              |                                              |                                              |                                              |                                      |                                      |                                      |                                      |                                      |                                      | Jaime I de La Marche (1319-1361) | Jaime I de La Marche (1319-1361) | Jaime I de La Marche (1319-1361) | Jaime I de La Marche (1319-1361) | Jaime I de La Marche (1319-1361) | Jaime I de La Marche (1319-1361) |                                 |                                 | Jeanne de Châtillon (1320-1371) | Jeanne de Châtillon (1320-1371) | Jeanne de Châtillon (1320-1371)  | Jeanne de Châtillon (1320-1371)  | Jeanne de Châtillon (1320-1371)  | Jeanne de Châtillon (1320-1371)  |                                  |                                  |                                  |                                  |
|                                           |                                           |                                           |                                           |                                           |                                           |                                        |                                        |                                            |                                            |                                            |                                            |                                            |                                            |                                    |                                    |                                           |                                           |                                           |                                           |                                             |                                             |                                             |                                             |                                             |                                             |                                 |                                 |                                 |                                 |                              |                              |                                |                                |                                |                                |                                  |                                  |                                  |                                  |                                  |                                  |                               |                               |                               |                               |                               |                               |                              |                              |                              |                              |                                   |                                   |                                   |                                   |                                   |                                   |                                       |                                       |                                       |                                       |                                       |                                       |                                                  |                                                  |                                                  |                                                  |                                                  |                                                  |                                              |                                              |                                              |                                              |                                      |                                      |                                      |                                      |                                      |                                      |                                  |                                  |                                  |                                  |                                  |                                  |                                 |                                 |                                 |                                 |                                  |                                  |                                  |                                  |                                  |                                  |                                  |                                  |
|                                           |                                           |                                           |                                           |                                           |                                           |                                        |                                        |                                            |                                            |                                            |                                            |                                            |                                            |                                    |                                    |                                           |                                           |                                           |                                           |                                             |                                             |                                             |                                             |                                             |                                             |                                 |                                 |                                 |                                 |                              |                              |                                |                                |                                |                                |                                  |                                  |                                  |                                  |                                  |                                  |                               |                               |                               |                               |                               |                               |                              |                              |                              |                              |                                   |                                   |                                   |                                   |                                   |                                   |                                       |                                       |                                       |                                       |                                       |                                       |                                                  |                                                  |                                                  |                                                  |                                                  |                                                  |                                              |                                              |                                              |                                              |                                      |                                      |                                      |                                      |                                      |                                      |                                  |                                  |                                  |                                  |                                  |                                  |                                 |                                 |                                 |                                 |                                  |                                  |                                  |                                  |                                  |                                  |                                  |                                  |
|                                           |                                           |                                           |                                           |                                           |                                           |                                        |                                        | Carlos V le Sage (1338-1364-1380)          | Carlos V le Sage (1338-1364-1380)          | Carlos V le Sage (1338-1364-1380)          | Carlos V le Sage (1338-1364-1380)          | Carlos V le Sage (1338-1364-1380)          | Carlos V le Sage (1338-1364-1380)          |                                    |                                    | Juana de Borbón (1338-1378)               | Juana de Borbón (1338-1378)               | Juana de Borbón (1338-1378)               | Juana de Borbón (1338-1378)               | Juana de Borbón (1338-1378)                 | Juana de Borbón (1338-1378)                 |                                             |                                             |                                             |                                             |                                 |                                 |                                 |                                 |                              |                              |                                |                                |                                |                                |                                  |                                  |                                  |                                  |                                  |                                  |                               |                               |                               |                               |                               |                               |                              |                              |                              |                              |                                   |                                   |                                   |                                   | Gregorio XI (1329-1378)           | Gregorio XI (1329-1378)           | Gregorio XI (1329-1378)               | Gregorio XI (1329-1378)               | Gregorio XI (1329-1378)               | Gregorio XI (1329-1378)               |                                       |                                       | Marthe Roger (nc-nc)                             | Marthe Roger (nc-nc)                             | Marthe Roger (nc-nc)                             | Marthe Roger (nc-nc)                             | Marthe Roger (nc-nc)                             | Marthe Roger (nc-nc)                             |                                              |                                              | Guy de La Tour (nc-nc)                       | Guy de La Tour (nc-nc)                       | Guy de La Tour (nc-nc)               | Guy de La Tour (nc-nc)               | Guy de La Tour (nc-nc)               | Guy de La Tour (nc-nc)               |                                      |                                      | Juan I de La Marche (1344-1393)  | Juan I de La Marche (1344-1393)  | Juan I de La Marche (1344-1393)  | Juan I de La Marche (1344-1393)  | Juan I de La Marche (1344-1393)  | Juan I de La Marche (1344-1393)  |                                 |                                 | Catalina de Vendôme (nc-1412)   | Catalina de Vendôme (nc-1412)   | Catalina de Vendôme (nc-1412)    | Catalina de Vendôme (nc-1412)    | Catalina de Vendôme (nc-1412)    | Catalina de Vendôme (nc-1412)    |                                  |                                  |                                  |                                  |
|                                           |                                           |                                           |                                           |                                           |                                           |                                        |                                        | Carlos V le Sage (1338-1364-1380)          | Carlos V le Sage (1338-1364-1380)          | Carlos V le Sage (1338-1364-1380)          | Carlos V le Sage (1338-1364-1380)          | Carlos V le Sage (1338-1364-1380)          | Carlos V le Sage (1338-1364-1380)          |                                    |                                    | Juana de Borbón (1338-1378)               | Juana de Borbón (1338-1378)               | Juana de Borbón (1338-1378)               | Juana de Borbón (1338-1378)               | Juana de Borbón (1338-1378)                 | Juana de Borbón (1338-1378)                 |                                             |                                             |                                             |                                             |                                 |                                 |                                 |                                 |                              |                              |                                |                                |                                |                                |                                  |                                  |                                  |                                  |                                  |                                  |                               |                               |                               |                               |                               |                               |                              |                              |                              |                              |                                   |                                   |                                   |                                   | Gregorio XI (1329-1378)           | Gregorio XI (1329-1378)           | Gregorio XI (1329-1378)               | Gregorio XI (1329-1378)               | Gregorio XI (1329-1378)               | Gregorio XI (1329-1378)               |                                       |                                       | Marthe Roger (nc-nc)                             | Marthe Roger (nc-nc)                             | Marthe Roger (nc-nc)                             | Marthe Roger (nc-nc)                             | Marthe Roger (nc-nc)                             | Marthe Roger (nc-nc)                             |                                              |                                              | Guy de La Tour (nc-nc)                       | Guy de La Tour (nc-nc)                       | Guy de La Tour (nc-nc)               | Guy de La Tour (nc-nc)               | Guy de La Tour (nc-nc)               | Guy de La Tour (nc-nc)               |                                      |                                      | Juan I de La Marche (1344-1393)  | Juan I de La Marche (1344-1393)  | Juan I de La Marche (1344-1393)  | Juan I de La Marche (1344-1393)  | Juan I de La Marche (1344-1393)  | Juan I de La Marche (1344-1393)  |                                 |                                 | Catalina de Vendôme (nc-1412)   | Catalina de Vendôme (nc-1412)   | Catalina de Vendôme (nc-1412)    | Catalina de Vendôme (nc-1412)    | Catalina de Vendôme (nc-1412)    | Catalina de Vendôme (nc-1412)    |                                  |                                  |                                  |                                  |
|                                           |                                           |                                           |                                           |                                           |                                           |                                        |                                        |                                            |                                            |                                            |                                            |                                            |                                            |                                    |                                    |                                           |                                           |                                           |                                           |                                             |                                             |                                             |                                             |                                             |                                             |                                 |                                 |                                 |                                 |                              |                              |                                |                                |                                |                                |                                  |                                  |                                  |                                  |                                  |                                  |                               |                               |                               |                               |                               |                               |                              |                              |                              |                              |                                   |                                   |                                   |                                   |                                   |                                   |                                       |                                       |                                       |                                       |                                       |                                       |                                                  |                                                  |                                                  |                                                  |                                                  |                                                  |                                              |                                              |                                              |                                              |                                      |                                      |                                      |                                      |                                      |                                      |                                  |                                  |                                  |                                  |                                  |                                  |                                 |                                 |                                 |                                 |                                  |                                  |                                  |                                  |                                  |                                  |                                  |                                  |
|                                           |                                           |                                           |                                           |                                           |                                           |                                        |                                        |                                            |                                            |                                            |                                            |                                            |                                            |                                    |                                    |                                           |                                           |                                           |                                           |                                             |                                             |                                             |                                             |                                             |                                             |                                 |                                 |                                 |                                 |                              |                              |                                |                                |                                |                                |                                  |                                  |                                  |                                  |                                  |                                  |                               |                               |                               |                               |                               |                               |                              |                              |                              |                              |                                   |                                   |                                   |                                   |                                   |                                   |                                       |                                       |                                       |                                       |                                       |                                       |                                                  |                                                  |                                                  |                                                  |                                                  |                                                  |                                              |                                              |                                              |                                              |                                      |                                      |                                      |                                      |                                      |                                      |                                  |                                  |                                  |                                  |                                  |                                  |                                 |                                 |                                 |                                 |                                  |                                  |                                  |                                  |                                  |                                  |                                  |                                  |
| Carlos VI le Fol (1368-1380-1422)         | Carlos VI le Fol (1368-1380-1422)         | Carlos VI le Fol (1368-1380-1422)         | Carlos VI le Fol (1368-1380-1422)         | Carlos VI le Fol (1368-1380-1422)         | Carlos VI le Fol (1368-1380-1422)         |                                        |                                        | Isabel de Baviera (1371-1435)              | Isabel de Baviera (1371-1435)              | Isabel de Baviera (1371-1435)              | Isabel de Baviera (1371-1435)              | Isabel de Baviera (1371-1435)              | Isabel de Baviera (1371-1435)              |                                    |                                    |                                           |                                           |                                           |                                           |                                             |                                             |                                             |                                             | Luis de Orléans (1372-1407)                 | Luis de Orléans (1372-1407)                 | Luis de Orléans (1372-1407)     | Luis de Orléans (1372-1407)     | Luis de Orléans (1372-1407)     | Luis de Orléans (1372-1407)     |                              |                              | Valentina Visconti (1368-1408) | Valentina Visconti (1368-1408) | Valentina Visconti (1368-1408) | Valentina Visconti (1368-1408) | Valentina Visconti (1368-1408)   | Valentina Visconti (1368-1408)   |                                  |                                  |                                  |                                  |                               |                               |                               |                               |                               |                               | Cosme de Médicis (1389-1464) | Cosme de Médicis (1389-1464) | Cosme de Médicis (1389-1464) | Cosme de Médicis (1389-1464) | Cosme de Médicis (1389-1464)      | Cosme de Médicis (1389-1464)      |                                   |                                   | Condesa de Bardi (v. 1390-1473)   | Condesa de Bardi (v. 1390-1473)   | Condesa de Bardi (v. 1390-1473)       | Condesa de Bardi (v. 1390-1473)       | Condesa de Bardi (v. 1390-1473)       | Condesa de Bardi (v. 1390-1473)       |                                       |                                       | Bertrand IV de La Tour de Auvernia (»1353-»1423) | Bertrand IV de La Tour de Auvernia (»1353-»1423) | Bertrand IV de La Tour de Auvernia (»1353-»1423) | Bertrand IV de La Tour de Auvernia (»1353-»1423) | Bertrand IV de La Tour de Auvernia (»1353-»1423) | Bertrand IV de La Tour de Auvernia (»1353-»1423) |                                              |                                              | María I de Auvernia (1376-1437)              | María I de Auvernia (1376-1437)              | María I de Auvernia (1376-1437)      | María I de Auvernia (1376-1437)      | María I de Auvernia (1376-1437)      | María I de Auvernia (1376-1437)      |                                      |                                      | Luis I de Vendôme (1376-1446)    | Luis I de Vendôme (1376-1446)    | Luis I de Vendôme (1376-1446)    | Luis I de Vendôme (1376-1446)    | Luis I de Vendôme (1376-1446)    | Luis I de Vendôme (1376-1446)    |                                 |                                 | Jeanne de Laval (nc-1468)       | Jeanne de Laval (nc-1468)       | Jeanne de Laval (nc-1468)        | Jeanne de Laval (nc-1468)        | Jeanne de Laval (nc-1468)        | Jeanne de Laval (nc-1468)        |                                  |                                  |                                  |                                  |
| Carlos VI le Fol (1368-1380-1422)         | Carlos VI le Fol (1368-1380-1422)         | Carlos VI le Fol (1368-1380-1422)         | Carlos VI le Fol (1368-1380-1422)         | Carlos VI le Fol (1368-1380-1422)         | Carlos VI le Fol (1368-1380-1422)         |                                        |                                        | Isabel de Baviera (1371-1435)              | Isabel de Baviera (1371-1435)              | Isabel de Baviera (1371-1435)              | Isabel de Baviera (1371-1435)              | Isabel de Baviera (1371-1435)              | Isabel de Baviera (1371-1435)              |                                    |                                    |                                           |                                           |                                           |                                           |                                             |                                             |                                             |                                             | Luis de Orléans (1372-1407)                 | Luis de Orléans (1372-1407)                 | Luis de Orléans (1372-1407)     | Luis de Orléans (1372-1407)     | Luis de Orléans (1372-1407)     | Luis de Orléans (1372-1407)     |                              |                              | Valentina Visconti (1368-1408) | Valentina Visconti (1368-1408) | Valentina Visconti (1368-1408) | Valentina Visconti (1368-1408) | Valentina Visconti (1368-1408)   | Valentina Visconti (1368-1408)   |                                  |                                  |                                  |                                  |                               |                               |                               |                               |                               |                               | Cosme de Médicis (1389-1464) | Cosme de Médicis (1389-1464) | Cosme de Médicis (1389-1464) | Cosme de Médicis (1389-1464) | Cosme de Médicis (1389-1464)      | Cosme de Médicis (1389-1464)      |                                   |                                   | Condesa de Bardi (v. 1390-1473)   | Condesa de Bardi (v. 1390-1473)   | Condesa de Bardi (v. 1390-1473)       | Condesa de Bardi (v. 1390-1473)       | Condesa de Bardi (v. 1390-1473)       | Condesa de Bardi (v. 1390-1473)       |                                       |                                       | Bertrand IV de La Tour de Auvernia (»1353-»1423) | Bertrand IV de La Tour de Auvernia (»1353-»1423) | Bertrand IV de La Tour de Auvernia (»1353-»1423) | Bertrand IV de La Tour de Auvernia (»1353-»1423) | Bertrand IV de La Tour de Auvernia (»1353-»1423) | Bertrand IV de La Tour de Auvernia (»1353-»1423) |                                              |                                              | María I de Auvernia (1376-1437)              | María I de Auvernia (1376-1437)              | María I de Auvernia (1376-1437)      | María I de Auvernia (1376-1437)      | María I de Auvernia (1376-1437)      | María I de Auvernia (1376-1437)      |                                      |                                      | Luis I de Vendôme (1376-1446)    | Luis I de Vendôme (1376-1446)    | Luis I de Vendôme (1376-1446)    | Luis I de Vendôme (1376-1446)    | Luis I de Vendôme (1376-1446)    | Luis I de Vendôme (1376-1446)    |                                 |                                 | Jeanne de Laval (nc-1468)       | Jeanne de Laval (nc-1468)       | Jeanne de Laval (nc-1468)        | Jeanne de Laval (nc-1468)        | Jeanne de Laval (nc-1468)        | Jeanne de Laval (nc-1468)        |                                  |                                  |                                  |                                  |
|                                           |                                           |                                           |                                           |                                           |                                           |                                        |                                        |                                            |                                            |                                            |                                            |                                            |                                            |                                    |                                    |                                           |                                           |                                           |                                           |                                             |                                             |                                             |                                             |                                             |                                             |                                 |                                 |                                 |                                 |                              |                              |                                |                                |                                |                                |                                  |                                  |                                  |                                  |                                  |                                  |                               |                               |                               |                               |                               |                               |                              |                              |                              |                              |                                   |                                   |                                   |                                   |                                   |                                   |                                       |                                       |                                       |                                       |                                       |                                       |                                                  |                                                  |                                                  |                                                  |                                                  |                                                  |                                              |                                              |                                              |                                              |                                      |                                      |                                      |                                      |                                      |                                      |                                  |                                  |                                  |                                  |                                  |                                  |                                 |                                 |                                 |                                 |                                  |                                  |                                  |                                  |                                  |                                  |                                  |                                  |
|                                           |                                           |                                           |                                           |                                           |                                           |                                        |                                        |                                            |                                            |                                            |                                            |                                            |                                            |                                    |                                    |                                           |                                           |                                           |                                           |                                             |                                             |                                             |                                             |                                             |                                             |                                 |                                 |                                 |                                 |                              |                              |                                |                                |                                |                                |                                  |                                  |                                  |                                  |                                  |                                  |                               |                               |                               |                               |                               |                               |                              |                              |                              |                              |                                   |                                   |                                   |                                   |                                   |                                   |                                       |                                       |                                       |                                       |                                       |                                       |                                                  |                                                  |                                                  |                                                  |                                                  |                                                  |                                              |                                              |                                              |                                              |                                      |                                      |                                      |                                      |                                      |                                      |                                  |                                  |                                  |                                  |                                  |                                  |                                 |                                 |                                 |                                 |                                  |                                  |                                  |                                  |                                  |                                  |                                  |                                  |
| Carlos VII le Victorieux (1403-1422-1461) | Carlos VII le Victorieux (1403-1422-1461) | Carlos VII le Victorieux (1403-1422-1461) | Carlos VII le Victorieux (1403-1422-1461) | Carlos VII le Victorieux (1403-1422-1461) | Carlos VII le Victorieux (1403-1422-1461) |                                        |                                        | María de Anjou (1404-1463)                 | María de Anjou (1404-1463)                 | María de Anjou (1404-1463)                 | María de Anjou (1404-1463)                 | María de Anjou (1404-1463)                 | María de Anjou (1404-1463)                 |                                    |                                    | María de Clèves (1426-1487)               | María de Clèves (1426-1487)               | María de Clèves (1426-1487)               | María de Clèves (1426-1487)               | María de Clèves (1426-1487)                 | María de Clèves (1426-1487)                 |                                             |                                             | Carlos I de Orleans (1394-1465)             | Carlos I de Orleans (1394-1465)             | Carlos I de Orleans (1394-1465) | Carlos I de Orleans (1394-1465) | Carlos I de Orleans (1394-1465) | Carlos I de Orleans (1394-1465) |                              |                              | Juan de Orleans (1400-1467)    | Juan de Orleans (1400-1467)    | Juan de Orleans (1400-1467)    | Juan de Orleans (1400-1467)    | Juan de Orleans (1400-1467)      | Juan de Orleans (1400-1467)      |                                  |                                  | Margarita de Rohan (?-1496)      | Margarita de Rohan (?-1496)      | Margarita de Rohan (?-1496)   | Margarita de Rohan (?-1496)   | Margarita de Rohan (?-1496)   | Margarita de Rohan (?-1496)   |                               |                               | Pedro de Médici (1416-1469)  | Pedro de Médici (1416-1469)  | Pedro de Médici (1416-1469)  | Pedro de Médici (1416-1469)  | Pedro de Médici (1416-1469)       | Pedro de Médici (1416-1469)       |                                   |                                   | Lucrèce Tornabuoni (1425-1482)    | Lucrèce Tornabuoni (1425-1482)    | Lucrèce Tornabuoni (1425-1482)        | Lucrèce Tornabuoni (1425-1482)        | Lucrèce Tornabuoni (1425-1482)        | Lucrèce Tornabuoni (1425-1482)        |                                       |                                       | Bertrand V de La Tour d'Auvergne (?-1461)        | Bertrand V de La Tour d'Auvergne (?-1461)        | Bertrand V de La Tour d'Auvergne (?-1461)        | Bertrand V de La Tour d'Auvergne (?-1461)        | Bertrand V de La Tour d'Auvergne (?-1461)        | Bertrand V de La Tour d'Auvergne (?-1461)        |                                              |                                              | Jacquette du Peschin (?-1473)                | Jacquette du Peschin (?-1473)                | Jacquette du Peschin (?-1473)        | Jacquette du Peschin (?-1473)        | Jacquette du Peschin (?-1473)        | Jacquette du Peschin (?-1473)        |                                      |                                      |                                  |                                  |                                  |                                  | {{{! }}}                         | {{{! }}}                         | {{{! }}}                        | {{{! }}}                        | {{{! }}}                        | {{{! }}}                        |                                  |                                  |                                  |                                  |                                  |                                  |                                  |                                  |
| Carlos VII le Victorieux (1403-1422-1461) | Carlos VII le Victorieux (1403-1422-1461) | Carlos VII le Victorieux (1403-1422-1461) | Carlos VII le Victorieux (1403-1422-1461) | Carlos VII le Victorieux (1403-1422-1461) | Carlos VII le Victorieux (1403-1422-1461) |                                        |                                        | María de Anjou (1404-1463)                 | María de Anjou (1404-1463)                 | María de Anjou (1404-1463)                 | María de Anjou (1404-1463)                 | María de Anjou (1404-1463)                 | María de Anjou (1404-1463)                 |                                    |                                    | María de Clèves (1426-1487)               | María de Clèves (1426-1487)               | María de Clèves (1426-1487)               | María de Clèves (1426-1487)               | María de Clèves (1426-1487)                 | María de Clèves (1426-1487)                 |                                             |                                             | Carlos I de Orleans (1394-1465)             | Carlos I de Orleans (1394-1465)             | Carlos I de Orleans (1394-1465) | Carlos I de Orleans (1394-1465) | Carlos I de Orleans (1394-1465) | Carlos I de Orleans (1394-1465) |                              |                              | Juan de Orleans (1400-1467)    | Juan de Orleans (1400-1467)    | Juan de Orleans (1400-1467)    | Juan de Orleans (1400-1467)    | Juan de Orleans (1400-1467)      | Juan de Orleans (1400-1467)      |                                  |                                  | Margarita de Rohan (?-1496)      | Margarita de Rohan (?-1496)      | Margarita de Rohan (?-1496)   | Margarita de Rohan (?-1496)   | Margarita de Rohan (?-1496)   | Margarita de Rohan (?-1496)   |                               |                               | Pedro de Médici (1416-1469)  | Pedro de Médici (1416-1469)  | Pedro de Médici (1416-1469)  | Pedro de Médici (1416-1469)  | Pedro de Médici (1416-1469)       | Pedro de Médici (1416-1469)       |                                   |                                   | Lucrèce Tornabuoni (1425-1482)    | Lucrèce Tornabuoni (1425-1482)    | Lucrèce Tornabuoni (1425-1482)        | Lucrèce Tornabuoni (1425-1482)        | Lucrèce Tornabuoni (1425-1482)        | Lucrèce Tornabuoni (1425-1482)        |                                       |                                       | Bertrand V de La Tour d'Auvergne (?-1461)        | Bertrand V de La Tour d'Auvergne (?-1461)        | Bertrand V de La Tour d'Auvergne (?-1461)        | Bertrand V de La Tour d'Auvergne (?-1461)        | Bertrand V de La Tour d'Auvergne (?-1461)        | Bertrand V de La Tour d'Auvergne (?-1461)        |                                              |                                              | Jacquette du Peschin (?-1473)                | Jacquette du Peschin (?-1473)                | Jacquette du Peschin (?-1473)        | Jacquette du Peschin (?-1473)        | Jacquette du Peschin (?-1473)        | Jacquette du Peschin (?-1473)        |                                      |                                      |                                  |                                  |                                  |                                  | {{{! }}}                         | {{{! }}}                         | {{{! }}}                        | {{{! }}}                        | {{{! }}}                        | {{{! }}}                        |                                  |                                  |                                  |                                  |                                  |                                  |                                  |                                  |
|                                           |                                           |                                           |                                           |                                           |                                           |                                        |                                        |                                            |                                            |                                            |                                            |                                            |                                            |                                    |                                    |                                           |                                           |                                           |                                           |                                             |                                             |                                             |                                             |                                             |                                             |                                 |                                 |                                 |                                 |                              |                              |                                |                                |                                |                                |                                  |                                  |                                  |                                  |                                  |                                  |                               |                               |                               |                               |                               |                               |                              |                              |                              |                              |                                   |                                   |                                   |                                   |                                   |                                   |                                       |                                       |                                       |                                       |                                       |                                       |                                                  |                                                  |                                                  |                                                  |                                                  |                                                  |                                              |                                              |                                              |                                              |                                      |                                      |                                      |                                      |                                      |                                      |                                  |                                  |                                  |                                  |                                  |                                  |                                 |                                 |                                 |                                 |                                  |                                  |                                  |                                  |                                  |                                  |                                  |                                  |
|                                           |                                           |                                           |                                           |                                           |                                           |                                        |                                        |                                            |                                            |                                            |                                            |                                            |                                            |                                    |                                    |                                           |                                           |                                           |                                           |                                             |                                             |                                             |                                             |                                             |                                             |                                 |                                 |                                 |                                 |                              |                              |                                |                                |                                |                                |                                  |                                  |                                  |                                  |                                  |                                  |                               |                               |                               |                               |                               |                               |                              |                              |                              |                              |                                   |                                   |                                   |                                   |                                   |                                   |                                       |                                       |                                       |                                       |                                       |                                       |                                                  |                                                  |                                                  |                                                  |                                                  |                                                  |                                              |                                              |                                              |                                              |                                      |                                      |                                      |                                      |                                      |                                      |                                  |                                  |                                  |                                  |                                  |                                  |                                 |                                 |                                 |                                 |                                  |                                  |                                  |                                  |                                  |                                  |                                  |                                  |
| Luis XI le Prudent (1423-1461-1483)       | Luis XI le Prudent (1423-1461-1483)       | Luis XI le Prudent (1423-1461-1483)       | Luis XI le Prudent (1423-1461-1483)       | Luis XI le Prudent (1423-1461-1483)       | Luis XI le Prudent (1423-1461-1483)       |                                        |                                        | Carlota de Saboya (1440-1483)              | Carlota de Saboya (1440-1483)              | Carlota de Saboya (1440-1483)              | Carlota de Saboya (1440-1483)              | Carlota de Saboya (1440-1483)              | Carlota de Saboya (1440-1483)              |                                    |                                    |                                           |                                           |                                           |                                           | : Rama de Valois-Orléans :                  | : Rama de Valois-Orléans :                  | : Rama de Valois-Orléans :                  | : Rama de Valois-Orléans :                  | : Rama de Valois-Orléans :                  | : Rama de Valois-Orléans :                  |                                 |                                 |                                 |                                 |                              |                              |                                |                                |                                |                                | : Rama de Valois-Angoulême :     | : Rama de Valois-Angoulême :     | : Rama de Valois-Angoulême :     | : Rama de Valois-Angoulême :     | : Rama de Valois-Angoulême :     | : Rama de Valois-Angoulême :     |                               |                               | Clarisa Orsini (1453-1487)    | Clarisa Orsini (1453-1487)    | Clarisa Orsini (1453-1487)    | Clarisa Orsini (1453-1487)    | Clarisa Orsini (1453-1487)   | Clarisa Orsini (1453-1487)   |                              |                              | Lorenzo de Médici (1449-1492)     | Lorenzo de Médici (1449-1492)     | Lorenzo de Médici (1449-1492)     | Lorenzo de Médici (1449-1492)     | Lorenzo de Médici (1449-1492)     | Lorenzo de Médici (1449-1492)     |                                       |                                       |                                       |                                       |                                       |                                       | Bertrand VI de La Tour d'Auvergne (1417-1497)    | Bertrand VI de La Tour d'Auvergne (1417-1497)    | Bertrand VI de La Tour d'Auvergne (1417-1497)    | Bertrand VI de La Tour d'Auvergne (1417-1497)    | Bertrand VI de La Tour d'Auvergne (1417-1497)    | Bertrand VI de La Tour d'Auvergne (1417-1497)    |                                              |                                              | Louise de la Trémoille (nc-nc)               | Louise de la Trémoille (nc-nc)               | Louise de la Trémoille (nc-nc)       | Louise de la Trémoille (nc-nc)       | Louise de la Trémoille (nc-nc)       | Louise de la Trémoille (nc-nc)       |                                      |                                      | Juan VIII de Vendôme (1428-1478) | Juan VIII de Vendôme (1428-1478) | Juan VIII de Vendôme (1428-1478) | Juan VIII de Vendôme (1428-1478) | Juan VIII de Vendôme (1428-1478) | Juan VIII de Vendôme (1428-1478) |                                 |                                 | Isabelle de Beauvau (1436-1475) | Isabelle de Beauvau (1436-1475) | Isabelle de Beauvau (1436-1475)  | Isabelle de Beauvau (1436-1475)  | Isabelle de Beauvau (1436-1475)  | Isabelle de Beauvau (1436-1475)  |                                  |                                  |                                  |                                  |
| Luis XI le Prudent (1423-1461-1483)       | Luis XI le Prudent (1423-1461-1483)       | Luis XI le Prudent (1423-1461-1483)       | Luis XI le Prudent (1423-1461-1483)       | Luis XI le Prudent (1423-1461-1483)       | Luis XI le Prudent (1423-1461-1483)       |                                        |                                        | Carlota de Saboya (1440-1483)              | Carlota de Saboya (1440-1483)              | Carlota de Saboya (1440-1483)              | Carlota de Saboya (1440-1483)              | Carlota de Saboya (1440-1483)              | Carlota de Saboya (1440-1483)              |                                    |                                    |                                           |                                           |                                           |                                           | : Rama de Valois-Orléans :                  | : Rama de Valois-Orléans :                  | : Rama de Valois-Orléans :                  | : Rama de Valois-Orléans :                  | : Rama de Valois-Orléans :                  | : Rama de Valois-Orléans :                  |                                 |                                 |                                 |                                 |                              |                              |                                |                                |                                |                                | : Rama de Valois-Angoulême :     | : Rama de Valois-Angoulême :     | : Rama de Valois-Angoulême :     | : Rama de Valois-Angoulême :     | : Rama de Valois-Angoulême :     | : Rama de Valois-Angoulême :     |                               |                               | Clarisa Orsini (1453-1487)    | Clarisa Orsini (1453-1487)    | Clarisa Orsini (1453-1487)    | Clarisa Orsini (1453-1487)    | Clarisa Orsini (1453-1487)   | Clarisa Orsini (1453-1487)   |                              |                              | Lorenzo de Médici (1449-1492)     | Lorenzo de Médici (1449-1492)     | Lorenzo de Médici (1449-1492)     | Lorenzo de Médici (1449-1492)     | Lorenzo de Médici (1449-1492)     | Lorenzo de Médici (1449-1492)     |                                       |                                       |                                       |                                       |                                       |                                       | Bertrand VI de La Tour d'Auvergne (1417-1497)    | Bertrand VI de La Tour d'Auvergne (1417-1497)    | Bertrand VI de La Tour d'Auvergne (1417-1497)    | Bertrand VI de La Tour d'Auvergne (1417-1497)    | Bertrand VI de La Tour d'Auvergne (1417-1497)    | Bertrand VI de La Tour d'Auvergne (1417-1497)    |                                              |                                              | Louise de la Trémoille (nc-nc)               | Louise de la Trémoille (nc-nc)               | Louise de la Trémoille (nc-nc)       | Louise de la Trémoille (nc-nc)       | Louise de la Trémoille (nc-nc)       | Louise de la Trémoille (nc-nc)       |                                      |                                      | Juan VIII de Vendôme (1428-1478) | Juan VIII de Vendôme (1428-1478) | Juan VIII de Vendôme (1428-1478) | Juan VIII de Vendôme (1428-1478) | Juan VIII de Vendôme (1428-1478) | Juan VIII de Vendôme (1428-1478) |                                 |                                 | Isabelle de Beauvau (1436-1475) | Isabelle de Beauvau (1436-1475) | Isabelle de Beauvau (1436-1475)  | Isabelle de Beauvau (1436-1475)  | Isabelle de Beauvau (1436-1475)  | Isabelle de Beauvau (1436-1475)  |                                  |                                  |                                  |                                  |
|                                           |                                           |                                           |                                           |                                           |                                           |                                        |                                        |                                            |                                            |                                            |                                            |                                            |                                            |                                    |                                    |                                           |                                           |                                           |                                           |                                             |                                             |                                             |                                             |                                             |                                             |                                 |                                 |                                 |                                 |                              |                              |                                |                                |                                |                                |                                  |                                  |                                  |                                  |                                  |                                  |                               |                               |                               |                               |                               |                               |                              |                              |                              |                              |                                   |                                   |                                   |                                   |                                   |                                   |                                       |                                       |                                       |                                       |                                       |                                       |                                                  |                                                  |                                                  |                                                  |                                                  |                                                  |                                              |                                              |                                              |                                              |                                      |                                      |                                      |                                      |                                      |                                      |                                  |                                  |                                  |                                  |                                  |                                  |                                 |                                 |                                 |                                 |                                  |                                  |                                  |                                  |                                  |                                  |                                  |                                  |
|                                           |                                           |                                           |                                           |                                           |                                           |                                        |                                        |                                            |                                            |                                            |                                            |                                            |                                            |                                    |                                    |                                           |                                           |                                           |                                           |                                             |                                             |                                             |                                             |                                             |                                             |                                 |                                 |                                 |                                 |                              |                              |                                |                                |                                |                                |                                  |                                  |                                  |                                  |                                  |                                  |                               |                               |                               |                               |                               |                               |                              |                              |                              |                              |                                   |                                   |                                   |                                   |                                   |                                   |                                       |                                       |                                       |                                       |                                       |                                       |                                                  |                                                  |                                                  |                                                  |                                                  |                                                  |                                              |                                              |                                              |                                              |                                      |                                      |                                      |                                      |                                      |                                      |                                  |                                  |                                  |                                  |                                  |                                  |                                 |                                 |                                 |                                 |                                  |                                  |                                  |                                  |                                  |                                  |                                  |                                  |
|                                           |                                           |                                           |                                           | Carlos VIII l'Affable (1470-1483-1498)    | Carlos VIII l'Affable (1470-1483-1498)    | Carlos VIII l'Affable (1470-1483-1498) | Carlos VIII l'Affable (1470-1483-1498) | Carlos VIII l'Affable (1470-1483-1498)     | Carlos VIII l'Affable (1470-1483-1498)     |                                            |                                            | Ana de Bretaña (1477-1514)                 | Ana de Bretaña (1477-1514)                 | Ana de Bretaña (1477-1514)         | Ana de Bretaña (1477-1514)         | Ana de Bretaña (1477-1514)                | Ana de Bretaña (1477-1514)                |                                           |                                           | Luis XII le Père du Peuple (1462-1498-1515) | Luis XII le Père du Peuple (1462-1498-1515) | Luis XII le Père du Peuple (1462-1498-1515) | Luis XII le Père du Peuple (1462-1498-1515) | Luis XII le Père du Peuple (1462-1498-1515) | Luis XII le Père du Peuple (1462-1498-1515) |                                 |                                 | Luisa de Saboya (1476-1531)     | Luisa de Saboya (1476-1531)     | Luisa de Saboya (1476-1531)  | Luisa de Saboya (1476-1531)  | Luisa de Saboya (1476-1531)    | Luisa de Saboya (1476-1531)    |                                |                                | Carlos de Orléans (1459-1496)    | Carlos de Orléans (1459-1496)    | Carlos de Orléans (1459-1496)    | Carlos de Orléans (1459-1496)    | Carlos de Orléans (1459-1496)    | Carlos de Orléans (1459-1496)    |                               |                               | León X (1475-1521)            | León X (1475-1521)            | León X (1475-1521)            | León X (1475-1521)            | León X (1475-1521)           | León X (1475-1521)           |                              |                              | Pedro II de Médici (1472-1503)    | Pedro II de Médici (1472-1503)    | Pedro II de Médici (1472-1503)    | Pedro II de Médici (1472-1503)    | Pedro II de Médici (1472-1503)    | Pedro II de Médici (1472-1503)    |                                       |                                       | Alfonsina Orsini (nc-1520)            | Alfonsina Orsini (nc-1520)            | Alfonsina Orsini (nc-1520)            | Alfonsina Orsini (nc-1520)            | Alfonsina Orsini (nc-1520)                       | Alfonsina Orsini (nc-1520)                       |                                                  |                                                  | de La Tour d'Auvergne (1467-1501)                | de La Tour d'Auvergne (1467-1501)                | de La Tour d'Auvergne (1467-1501)            | de La Tour d'Auvergne (1467-1501)            | de La Tour d'Auvergne (1467-1501)            | de La Tour d'Auvergne (1467-1501)            |                                      |                                      | Jeanne de Borbón (1465-1511)         | Jeanne de Borbón (1465-1511)         | Jeanne de Borbón (1465-1511)         | Jeanne de Borbón (1465-1511)         | Jeanne de Borbón (1465-1511)     | Jeanne de Borbón (1465-1511)     |                                  |                                  | María de Luxemburgo (1462-1546)  | María de Luxemburgo (1462-1546)  | María de Luxemburgo (1462-1546) | María de Luxemburgo (1462-1546) | María de Luxemburgo (1462-1546) | María de Luxemburgo (1462-1546) |                                  |                                  | Francisco de Vendôme (1470-1495) | Francisco de Vendôme (1470-1495) | Francisco de Vendôme (1470-1495) | Francisco de Vendôme (1470-1495) | Francisco de Vendôme (1470-1495) | Francisco de Vendôme (1470-1495) |
|                                           |                                           |                                           |                                           | Carlos VIII l'Affable (1470-1483-1498)    | Carlos VIII l'Affable (1470-1483-1498)    | Carlos VIII l'Affable (1470-1483-1498) | Carlos VIII l'Affable (1470-1483-1498) | Carlos VIII l'Affable (1470-1483-1498)     | Carlos VIII l'Affable (1470-1483-1498)     |                                            |                                            | Ana de Bretaña (1477-1514)                 | Ana de Bretaña (1477-1514)                 | Ana de Bretaña (1477-1514)         | Ana de Bretaña (1477-1514)         | Ana de Bretaña (1477-1514)                | Ana de Bretaña (1477-1514)                |                                           |                                           | Luis XII le Père du Peuple (1462-1498-1515) | Luis XII le Père du Peuple (1462-1498-1515) | Luis XII le Père du Peuple (1462-1498-1515) | Luis XII le Père du Peuple (1462-1498-1515) | Luis XII le Père du Peuple (1462-1498-1515) | Luis XII le Père du Peuple (1462-1498-1515) |                                 |                                 | Luisa de Saboya (1476-1531)     | Luisa de Saboya (1476-1531)     | Luisa de Saboya (1476-1531)  | Luisa de Saboya (1476-1531)  | Luisa de Saboya (1476-1531)    | Luisa de Saboya (1476-1531)    |                                |                                | Carlos de Orléans (1459-1496)    | Carlos de Orléans (1459-1496)    | Carlos de Orléans (1459-1496)    | Carlos de Orléans (1459-1496)    | Carlos de Orléans (1459-1496)    | Carlos de Orléans (1459-1496)    |                               |                               | León X (1475-1521)            | León X (1475-1521)            | León X (1475-1521)            | León X (1475-1521)            | León X (1475-1521)           | León X (1475-1521)           |                              |                              | Pedro II de Médici (1472-1503)    | Pedro II de Médici (1472-1503)    | Pedro II de Médici (1472-1503)    | Pedro II de Médici (1472-1503)    | Pedro II de Médici (1472-1503)    | Pedro II de Médici (1472-1503)    |                                       |                                       | Alfonsina Orsini (nc-1520)            | Alfonsina Orsini (nc-1520)            | Alfonsina Orsini (nc-1520)            | Alfonsina Orsini (nc-1520)            | Alfonsina Orsini (nc-1520)                       | Alfonsina Orsini (nc-1520)                       |                                                  |                                                  | de La Tour d'Auvergne (1467-1501)                | de La Tour d'Auvergne (1467-1501)                | de La Tour d'Auvergne (1467-1501)            | de La Tour d'Auvergne (1467-1501)            | de La Tour d'Auvergne (1467-1501)            | de La Tour d'Auvergne (1467-1501)            |                                      |                                      | Jeanne de Borbón (1465-1511)         | Jeanne de Borbón (1465-1511)         | Jeanne de Borbón (1465-1511)         | Jeanne de Borbón (1465-1511)         | Jeanne de Borbón (1465-1511)     | Jeanne de Borbón (1465-1511)     |                                  |                                  | María de Luxemburgo (1462-1546)  | María de Luxemburgo (1462-1546)  | María de Luxemburgo (1462-1546) | María de Luxemburgo (1462-1546) | María de Luxemburgo (1462-1546) | María de Luxemburgo (1462-1546) |                                  |                                  | Francisco de Vendôme (1470-1495) | Francisco de Vendôme (1470-1495) | Francisco de Vendôme (1470-1495) | Francisco de Vendôme (1470-1495) | Francisco de Vendôme (1470-1495) | Francisco de Vendôme (1470-1495) |
|                                           |                                           |                                           |                                           |                                           |                                           |                                        |                                        |                                            |                                            |                                            |                                            |                                            |                                            |                                    |                                    |                                           |                                           |                                           |                                           |                                             |                                             |                                             |                                             |                                             |                                             |                                 |                                 |                                 |                                 |                              |                              |                                |                                |                                |                                |                                  |                                  |                                  |                                  |                                  |                                  |                               |                               |                               |                               |                               |                               |                              |                              |                              |                              |                                   |                                   |                                   |                                   |                                   |                                   |                                       |                                       |                                       |                                       |                                       |                                       |                                                  |                                                  |                                                  |                                                  |                                                  |                                                  |                                              |                                              |                                              |                                              |                                      |                                      |                                      |                                      |                                      |                                      |                                  |                                  |                                  |                                  |                                  |                                  |                                 |                                 |                                 |                                 |                                  |                                  |                                  |                                  |                                  |                                  |                                  |                                  |
|                                           |                                           |                                           |                                           |                                           |                                           |                                        |                                        |                                            |                                            |                                            |                                            |                                            |                                            |                                    |                                    |                                           |                                           |                                           |                                           |                                             |                                             |                                             |                                             |                                             |                                             |                                 |                                 |                                 |                                 |                              |                              |                                |                                |                                |                                |                                  |                                  |                                  |                                  |                                  |                                  |                               |                               |                               |                               |                               |                               |                              |                              |                              |                              |                                   |                                   |                                   |                                   |                                   |                                   |                                       |                                       |                                       |                                       |                                       |                                       |                                                  |                                                  |                                                  |                                                  |                                                  |                                                  |                                              |                                              |                                              |                                              |                                      |                                      |                                      |                                      |                                      |                                      |                                  |                                  |                                  |                                  |                                  |                                  |                                 |                                 |                                 |                                 |                                  |                                  |                                  |                                  |                                  |                                  |                                  |                                  |
|                                           |                                           |                                           |                                           |                                           |                                           |                                        |                                        |                                            |                                            |                                            |                                            | Renata de Francia (1510-1575)              | Renata de Francia (1510-1575)              | Renata de Francia (1510-1575)      | Renata de Francia (1510-1575)      | Renata de Francia (1510-1575)             | Renata de Francia (1510-1575)             |                                           |                                           | Claudia de Francia (1499-1524)              | Claudia de Francia (1499-1524)              | Claudia de Francia (1499-1524)              | Claudia de Francia (1499-1524)              | Claudia de Francia (1499-1524)              | Claudia de Francia (1499-1524)              |                                 |                                 | Francisco I (1494-1515-1547)    | Francisco I (1494-1515-1547)    | Francisco I (1494-1515-1547) | Francisco I (1494-1515-1547) | Francisco I (1494-1515-1547)   | Francisco I (1494-1515-1547)   |                                |                                | Margarita de Navarra (1492-1549) | Margarita de Navarra (1492-1549) | Margarita de Navarra (1492-1549) | Margarita de Navarra (1492-1549) | Margarita de Navarra (1492-1549) | Margarita de Navarra (1492-1549) |                               |                               | Enrique d'Albret (1503-1555)  | Enrique d'Albret (1503-1555)  | Enrique d'Albret (1503-1555)  | Enrique d'Albret (1503-1555)  | Enrique d'Albret (1503-1555) | Enrique d'Albret (1503-1555) |                              |                              | Lorenzo II de Médicis (1492-1519) | Lorenzo II de Médicis (1492-1519) | Lorenzo II de Médicis (1492-1519) | Lorenzo II de Médicis (1492-1519) | Lorenzo II de Médicis (1492-1519) | Lorenzo II de Médicis (1492-1519) |                                       |                                       |                                       |                                       |                                       |                                       |                                                  |                                                  |                                                  |                                                  | Magdalena de la Tour de Auvernia (1495-1519)     | Magdalena de la Tour de Auvernia (1495-1519)     | Magdalena de la Tour de Auvernia (1495-1519) | Magdalena de la Tour de Auvernia (1495-1519) | Magdalena de la Tour de Auvernia (1495-1519) | Magdalena de la Tour de Auvernia (1495-1519) |                                      |                                      |                                      |                                      |                                      |                                      |                                  |                                  | Carlos IV de Borbón (1489-1537)  | Carlos IV de Borbón (1489-1537)  | Carlos IV de Borbón (1489-1537)  | Carlos IV de Borbón (1489-1537)  | Carlos IV de Borbón (1489-1537) | Carlos IV de Borbón (1489-1537) |                                 |                                 | Francisca de Alençon (1490-1550) | Francisca de Alençon (1490-1550) | Francisca de Alençon (1490-1550) | Francisca de Alençon (1490-1550) | Francisca de Alençon (1490-1550) | Francisca de Alençon (1490-1550) |                                  |                                  |
|                                           |                                           |                                           |                                           |                                           |                                           |                                        |                                        |                                            |                                            |                                            |                                            | Renata de Francia (1510-1575)              | Renata de Francia (1510-1575)              | Renata de Francia (1510-1575)      | Renata de Francia (1510-1575)      | Renata de Francia (1510-1575)             | Renata de Francia (1510-1575)             |                                           |                                           | Claudia de Francia (1499-1524)              | Claudia de Francia (1499-1524)              | Claudia de Francia (1499-1524)              | Claudia de Francia (1499-1524)              | Claudia de Francia (1499-1524)              | Claudia de Francia (1499-1524)              |                                 |                                 | Francisco I (1494-1515-1547)    | Francisco I (1494-1515-1547)    | Francisco I (1494-1515-1547) | Francisco I (1494-1515-1547) | Francisco I (1494-1515-1547)   | Francisco I (1494-1515-1547)   |                                |                                | Margarita de Navarra (1492-1549) | Margarita de Navarra (1492-1549) | Margarita de Navarra (1492-1549) | Margarita de Navarra (1492-1549) | Margarita de Navarra (1492-1549) | Margarita de Navarra (1492-1549) |                               |                               | Enrique d'Albret (1503-1555)  | Enrique d'Albret (1503-1555)  | Enrique d'Albret (1503-1555)  | Enrique d'Albret (1503-1555)  | Enrique d'Albret (1503-1555) | Enrique d'Albret (1503-1555) |                              |                              | Lorenzo II de Médicis (1492-1519) | Lorenzo II de Médicis (1492-1519) | Lorenzo II de Médicis (1492-1519) | Lorenzo II de Médicis (1492-1519) | Lorenzo II de Médicis (1492-1519) | Lorenzo II de Médicis (1492-1519) |                                       |                                       |                                       |                                       |                                       |                                       |                                                  |                                                  |                                                  |                                                  | Magdalena de la Tour de Auvernia (1495-1519)     | Magdalena de la Tour de Auvernia (1495-1519)     | Magdalena de la Tour de Auvernia (1495-1519) | Magdalena de la Tour de Auvernia (1495-1519) | Magdalena de la Tour de Auvernia (1495-1519) | Magdalena de la Tour de Auvernia (1495-1519) |                                      |                                      |                                      |                                      |                                      |                                      |                                  |                                  | Carlos IV de Borbón (1489-1537)  | Carlos IV de Borbón (1489-1537)  | Carlos IV de Borbón (1489-1537)  | Carlos IV de Borbón (1489-1537)  | Carlos IV de Borbón (1489-1537) | Carlos IV de Borbón (1489-1537) |                                 |                                 | Francisca de Alençon (1490-1550) | Francisca de Alençon (1490-1550) | Francisca de Alençon (1490-1550) | Francisca de Alençon (1490-1550) | Francisca de Alençon (1490-1550) | Francisca de Alençon (1490-1550) |                                  |                                  |
|                                           |                                           |                                           |                                           |                                           |                                           |                                        |                                        |                                            |                                            |                                            |                                            |                                            |                                            |                                    |                                    |                                           |                                           |                                           |                                           |                                             |                                             |                                             |                                             |                                             |                                             |                                 |                                 |                                 |                                 |                              |                              |                                |                                |                                |                                |                                  |                                  |                                  |                                  |                                  |                                  |                               |                               |                               |                               |                               |                               |                              |                              |                              |                              |                                   |                                   |                                   |                                   |                                   |                                   |                                       |                                       |                                       |                                       |                                       |                                       |                                                  |                                                  |                                                  |                                                  |                                                  |                                                  |                                              |                                              |                                              |                                              |                                      |                                      |                                      |                                      |                                      |                                      |                                  |                                  |                                  |                                  |                                  |                                  |                                 |                                 |                                 |                                 |                                  |                                  |                                  |                                  |                                  |                                  |                                  |                                  |
|                                           |                                           |                                           |                                           |                                           |                                           |                                        |                                        |                                            |                                            |                                            |                                            |                                            |                                            |                                    |                                    |                                           |                                           |                                           |                                           |                                             |                                             |                                             |                                             |                                             |                                             |                                 |                                 |                                 |                                 |                              |                              |                                |                                |                                |                                |                                  |                                  |                                  |                                  |                                  |                                  |                               |                               |                               |                               |                               |                               |                              |                              |                              |                              |                                   |                                   |                                   |                                   |                                   |                                   |                                       |                                       |                                       |                                       |                                       |                                       |                                                  |                                                  |                                                  |                                                  |                                                  |                                                  |                                              |                                              |                                              |                                              |                                      |                                      |                                      |                                      |                                      |                                      |                                  |                                  |                                  |                                  |                                  |                                  |                                 |                                 |                                 |                                 |                                  |                                  |                                  |                                  |                                  |                                  |                                  |                                  |
|                                           |                                           |                                           |                                           |                                           |                                           |                                        |                                        |                                            |                                            |                                            |                                            |                                            |                                            |                                    |                                    |                                           |                                           |                                           |                                           |                                             |                                             |                                             |                                             | Enrique II (1519-1547-1559)                 | Enrique II (1519-1547-1559)                 | Enrique II (1519-1547-1559)     | Enrique II (1519-1547-1559)     | Enrique II (1519-1547-1559)     | Enrique II (1519-1547-1559)     |                              |                              |                                |                                |                                |                                |                                  |                                  |                                  |                                  |                                  |                                  |                               |                               |                               |                               |                               |                               |                              |                              |                              |                              |                                   |                                   |                                   |                                   |                                   |                                   |                                       |                                       | Catalina de Médici (1519-1589)        | Catalina de Médici (1519-1589)        | Catalina de Médici (1519-1589)        | Catalina de Médici (1519-1589)        | Catalina de Médici (1519-1589)                   | Catalina de Médici (1519-1589)                   |                                                  |                                                  |                                                  |                                                  | Juana III de Navarra (1528-1572)             | Juana III de Navarra (1528-1572)             | Juana III de Navarra (1528-1572)             | Juana III de Navarra (1528-1572)             | Juana III de Navarra (1528-1572)     | Juana III de Navarra (1528-1572)     |                                      |                                      | Antonio de Borbón (1518-1562)        | Antonio de Borbón (1518-1562)        | Antonio de Borbón (1518-1562)    | Antonio de Borbón (1518-1562)    | Antonio de Borbón (1518-1562)    | Antonio de Borbón (1518-1562)    |                                  |                                  |                                 |                                 |                                 |                                 |                                  |                                  |                                  |                                  |                                  |                                  |                                  |                                  |
|                                           |                                           |                                           |                                           |                                           |                                           |                                        |                                        |                                            |                                            |                                            |                                            |                                            |                                            |                                    |                                    |                                           |                                           |                                           |                                           |                                             |                                             |                                             |                                             | Enrique II (1519-1547-1559)                 | Enrique II (1519-1547-1559)                 | Enrique II (1519-1547-1559)     | Enrique II (1519-1547-1559)     | Enrique II (1519-1547-1559)     | Enrique II (1519-1547-1559)     |                              |                              |                                |                                |                                |                                |                                  |                                  |                                  |                                  |                                  |                                  |                               |                               |                               |                               |                               |                               |                              |                              |                              |                              |                                   |                                   |                                   |                                   |                                   |                                   |                                       |                                       | Catalina de Médici (1519-1589)        | Catalina de Médici (1519-1589)        | Catalina de Médici (1519-1589)        | Catalina de Médici (1519-1589)        | Catalina de Médici (1519-1589)                   | Catalina de Médici (1519-1589)                   |                                                  |                                                  |                                                  |                                                  | Juana III de Navarra (1528-1572)             | Juana III de Navarra (1528-1572)             | Juana III de Navarra (1528-1572)             | Juana III de Navarra (1528-1572)             | Juana III de Navarra (1528-1572)     | Juana III de Navarra (1528-1572)     |                                      |                                      | Antonio de Borbón (1518-1562)        | Antonio de Borbón (1518-1562)        | Antonio de Borbón (1518-1562)    | Antonio de Borbón (1518-1562)    | Antonio de Borbón (1518-1562)    | Antonio de Borbón (1518-1562)    |                                  |                                  |                                 |                                 |                                 |                                 |                                  |                                  |                                  |                                  |                                  |                                  |                                  |                                  |
|                                           |                                           |                                           |                                           |                                           |                                           |                                        |                                        |                                            |                                            |                                            |                                            |                                            |                                            |                                    |                                    |                                           |                                           |                                           |                                           |                                             |                                             |                                             |                                             |                                             |                                             |                                 |                                 |                                 |                                 |                              |                              |                                |                                |                                |                                |                                  |                                  |                                  |                                  |                                  |                                  |                               |                               |                               |                               |                               |                               |                              |                              |                              |                              |                                   |                                   |                                   |                                   |                                   |                                   |                                       |                                       |                                       |                                       |                                       |                                       |                                                  |                                                  |                                                  |                                                  |                                                  |                                                  |                                              |                                              |                                              |                                              |                                      |                                      |                                      |                                      |                                      |                                      |                                  |                                  |                                  |                                  |                                  |                                  |                                 |                                 |                                 |                                 |                                  |                                  |                                  |                                  |                                  |                                  |                                  |                                  |
|                                           |                                           |                                           |                                           |                                           |                                           |                                        |                                        |                                            |                                            |                                            |                                            |                                            |                                            |                                    |                                    |                                           |                                           |                                           |                                           |                                             |                                             |                                             |                                             |                                             |                                             |                                 |                                 |                                 |                                 |                              |                              |                                |                                |                                |                                |                                  |                                  |                                  |                                  |                                  |                                  |                               |                               |                               |                               |                               |                               |                              |                              |                              |                              |                                   |                                   |                                   |                                   |                                   |                                   |                                       |                                       |                                       |                                       |                                       |                                       |                                                  |                                                  |                                                  |                                                  |                                                  |                                                  |                                              |                                              |                                              |                                              |                                      |                                      |                                      |                                      |                                      |                                      |                                  |                                  |                                  |                                  |                                  |                                  |                                 |                                 |                                 |                                 |                                  |                                  |                                  |                                  |                                  |                                  |                                  |                                  |
|                                           |                                           | Francisco II (1544-1559-1560)             | Francisco II (1544-1559-1560)             | Francisco II (1544-1559-1560)             | Francisco II (1544-1559-1560)             | Francisco II (1544-1559-1560)          | Francisco II (1544-1559-1560)          |                                            |                                            | María Estuardo (1542-1587) Escocia         | María Estuardo (1542-1587) Escocia         | María Estuardo (1542-1587) Escocia         | María Estuardo (1542-1587) Escocia         | María Estuardo (1542-1587) Escocia | María Estuardo (1542-1587) Escocia |                                           |                                           | Felipe II de España (1527-1556-1598)      | Felipe II de España (1527-1556-1598)      | Felipe II de España (1527-1556-1598)        | Felipe II de España (1527-1556-1598)        | Felipe II de España (1527-1556-1598)        | Felipe II de España (1527-1556-1598)        |                                             |                                             | Isabel de Valois (1545-1568)    | Isabel de Valois (1545-1568)    | Isabel de Valois (1545-1568)    | Isabel de Valois (1545-1568)    | Isabel de Valois (1545-1568) | Isabel de Valois (1545-1568) |                                |                                | Carlos IX (1550-1560-1574)     | Carlos IX (1550-1560-1574)     | Carlos IX (1550-1560-1574)       | Carlos IX (1550-1560-1574)       | Carlos IX (1550-1560-1574)       | Carlos IX (1550-1560-1574)       |                                  |                                  | Isabel de Austria (1554-1592) | Isabel de Austria (1554-1592) | Isabel de Austria (1554-1592) | Isabel de Austria (1554-1592) | Isabel de Austria (1554-1592) | Isabel de Austria (1554-1592) |                              |                              | Enrique III (1551-1574-1589) | Enrique III (1551-1574-1589) | Enrique III (1551-1574-1589)      | Enrique III (1551-1574-1589)      | Enrique III (1551-1574-1589)      | Enrique III (1551-1574-1589)      |                                   |                                   | Luisa de Lorena-Vaudémont (1553-1601) | Luisa de Lorena-Vaudémont (1553-1601) | Luisa de Lorena-Vaudémont (1553-1601) | Luisa de Lorena-Vaudémont (1553-1601) | Luisa de Lorena-Vaudémont (1553-1601) | Luisa de Lorena-Vaudémont (1553-1601) |                                                  |                                                  | Margarita de Valois (1553-1615)                  | Margarita de Valois (1553-1615)                  | Margarita de Valois (1553-1615)                  | Margarita de Valois (1553-1615)                  | Margarita de Valois (1553-1615)              | Margarita de Valois (1553-1615)              |                                              |                                              | Enrique IV le Grand (1553-1589-1610) | Enrique IV le Grand (1553-1589-1610) | Enrique IV le Grand (1553-1589-1610) | Enrique IV le Grand (1553-1589-1610) | Enrique IV le Grand (1553-1589-1610) | Enrique IV le Grand (1553-1589-1610) |                                  |                                  | María de Médici (1575-1642)      | María de Médici (1575-1642)      | María de Médici (1575-1642)      | María de Médici (1575-1642)      | María de Médici (1575-1642)     | María de Médici (1575-1642)     |                                 |                                 | Francisco de Anjou (1555-1584)   | Francisco de Anjou (1555-1584)   | Francisco de Anjou (1555-1584)   | Francisco de Anjou (1555-1584)   | Francisco de Anjou (1555-1584)   | Francisco de Anjou (1555-1584)   |                                  |                                  |
|                                           |                                           | Francisco II (1544-1559-1560)             | Francisco II (1544-1559-1560)             | Francisco II (1544-1559-1560)             | Francisco II (1544-1559-1560)             | Francisco II (1544-1559-1560)          | Francisco II (1544-1559-1560)          |                                            |                                            | María Estuardo (1542-1587) Escocia         | María Estuardo (1542-1587) Escocia         | María Estuardo (1542-1587) Escocia         | María Estuardo (1542-1587) Escocia         | María Estuardo (1542-1587) Escocia | María Estuardo (1542-1587) Escocia |                                           |                                           | Felipe II de España (1527-1556-1598)      | Felipe II de España (1527-1556-1598)      | Felipe II de España (1527-1556-1598)        | Felipe II de España (1527-1556-1598)        | Felipe II de España (1527-1556-1598)        | Felipe II de España (1527-1556-1598)        |                                             |                                             | Isabel de Valois (1545-1568)    | Isabel de Valois (1545-1568)    | Isabel de Valois (1545-1568)    | Isabel de Valois (1545-1568)    | Isabel de Valois (1545-1568) | Isabel de Valois (1545-1568) |                                |                                | Carlos IX (1550-1560-1574)     | Carlos IX (1550-1560-1574)     | Carlos IX (1550-1560-1574)       | Carlos IX (1550-1560-1574)       | Carlos IX (1550-1560-1574)       | Carlos IX (1550-1560-1574)       |                                  |                                  | Isabel de Austria (1554-1592) | Isabel de Austria (1554-1592) | Isabel de Austria (1554-1592) | Isabel de Austria (1554-1592) | Isabel de Austria (1554-1592) | Isabel de Austria (1554-1592) |                              |                              | Enrique III (1551-1574-1589) | Enrique III (1551-1574-1589) | Enrique III (1551-1574-1589)      | Enrique III (1551-1574-1589)      | Enrique III (1551-1574-1589)      | Enrique III (1551-1574-1589)      |                                   |                                   | Luisa de Lorena-Vaudémont (1553-1601) | Luisa de Lorena-Vaudémont (1553-1601) | Luisa de Lorena-Vaudémont (1553-1601) | Luisa de Lorena-Vaudémont (1553-1601) | Luisa de Lorena-Vaudémont (1553-1601) | Luisa de Lorena-Vaudémont (1553-1601) |                                                  |                                                  | Margarita de Valois (1553-1615)                  | Margarita de Valois (1553-1615)                  | Margarita de Valois (1553-1615)                  | Margarita de Valois (1553-1615)                  | Margarita de Valois (1553-1615)              | Margarita de Valois (1553-1615)              |                                              |                                              | Enrique IV le Grand (1553-1589-1610) | Enrique IV le Grand (1553-1589-1610) | Enrique IV le Grand (1553-1589-1610) | Enrique IV le Grand (1553-1589-1610) | Enrique IV le Grand (1553-1589-1610) | Enrique IV le Grand (1553-1589-1610) |                                  |                                  | María de Médici (1575-1642)      | María de Médici (1575-1642)      | María de Médici (1575-1642)      | María de Médici (1575-1642)      | María de Médici (1575-1642)     | María de Médici (1575-1642)     |                                 |                                 | Francisco de Anjou (1555-1584)   | Francisco de Anjou (1555-1584)   | Francisco de Anjou (1555-1584)   | Francisco de Anjou (1555-1584)   | Francisco de Anjou (1555-1584)   | Francisco de Anjou (1555-1584)   |                                  |                                  |
|                                           |                                           |                                           |                                           |                                           |                                           |                                        |                                        |                                            |                                            |                                            |                                            |                                            |                                            |                                    |                                    |                                           |                                           |                                           |                                           |                                             |                                             |                                             |                                             |                                             |                                             |                                 |                                 |                                 |                                 |                              |                              |                                |                                |                                |                                |                                  |                                  |                                  |                                  |                                  |                                  |                               |                               |                               |                               |                               |                               |                              |                              |                              |                              |                                   |                                   |                                   |                                   |                                   |                                   |                                       |                                       |                                       |                                       |                                       |                                       |                                                  |                                                  |                                                  |                                                  |                                                  |                                                  |                                              |                                              |                                              |                                              |                                      |                                      |                                      |                                      | Rama de Borbón                       |                                      |                                  |                                  |                                  |                                  |                                  |                                  |                                 |                                 |                                 |                                 |                                  |                                  |                                  |                                  |                                  |                                  |                                  |                                  |

- Datos: Q2859786